# Джохар Дудаев
Джохар Мусаевич Дудаев (15 февруари 1944 – 21 април 1996) е чеченски политик, първият президент Чеченска република Ичкерия. В миналото е генерал-майор от ВВС на СССР и единственият генерал в Съветската армия от чеченски произход.

## Биография
Роден е на 15 февруари 1944 г. в с. Ялхори, Чечено-Ингушка АССР, в многодетно семейство на ветеринар (общо 12 братя и сестри). Преживява сталинската депортация, учи в редовна и вечерна гимназия, работи като електротехник, а през 1960 г. се записва вечерно в Северо-Осетинския педагогически институт, ф-т Математика и физика. През 1962 г. постъпва на служба в Съветската армия. Достига до звание генерал-майор от ВВС. Взема участие във войната в Афганистан в периода 1979 – 1989 г. През 1987 – 1990 г. е командир на дивизия стратегически бомбардировачи в Естония. Хората, с които служи,  го описват като избухлив, емоционален, но крайно честен и порядъчен човек.
През 1990 г. Зелимхан Яндарбиев убеждава Дудаев в необходимостта да се върне в Чечня и да възглави национално-революционното движение. През октомври 1991 г. с решение на Върховния съвет на РСФСР Чечено-Ингушката република била разделена на 2 – Чечня и Ингушетия. Това решение води до катализация на националните процеси и многочислени въоръжени сблъсъци.
На 27 октомври 1991 г. е избран за президент на Чеченската република. С мълчаливото одобрение на президента започва гонение срещу руското население в републиката. На 1 ноември със своя първи указ провъзгласява независимостта на Чеченската република Ичкерия. На 7 ноември президентът на Русия Борис Елцин издава указ за въвеждане на извънредно положение в Чечня. В отговор на това Дудаев въвежда военно положение. На 3 март в Рига Джохар Дудаев заявява, че Чечня ще седне на масата за преговори, само в случай, че Москва признае нейната независимост.
На 12 март 1992 г. Парламентът на Чечня приема конституция на републиката, с която обявява независимостта на светската държава Чечня. Чеченските власти почти не срещат организирана съпротива и превземат руското въоръжение на тяхна територия. На 17 април 1993 г. Джохар Дудаев разпуска Министерския съвет на Чеченската република, Парламента, Конституционния съд и градското събрание на столицата гр. Грозни и въвежда на цялата територия на републиката пряко президентско управление и комендантски час.
През декември 1994 г. руският президент Борис Елцин подписва указ за въвеждане на руските войски в Чечня. Оттогава руските специални служби организират истински лов срещу президента Дудаев. Срещу него са правени 3 неуспешни опита за покушение. На 21 април 1996 г. в хода на войната в Чечня, след предварително и старателно разработена операция, руските спецслужби прехващат сигнал от спътниковия телефон на Дудаев в района на село Гехи-Чу, на 30 километра от гр. Грозни. Във въздуха предварително са вдигнати 2 бомбардировача Су-24 със самонасочващи се ракети. Дудаев е убит от ракета по време на телефонния разговор с руския депутат Константин Боровой. С него загиват и телохранителите Хамад Курбанов и Магомед Жаниев, а трети гард - Ваха Ибрахимов, е тежко ранен, докато прикрива с тяло съпругата му Алла и племенника му Висхан. 
На името на Дудаев са наречени улици в градовете Лвов, Варшава, Рига.